# Vernoux-en-Vivarais
Vernoux-en-Vivarais é uma comuna francesa na região administrativa de Auvérnia-Ródano-Alpes, no departamento de Ardèche. Estende-se por uma área de 30,55 km². Em 2010 a comuna tinha 1 989 habitantes (densidade: 65,1 hab./km²).